# عیینه (فجیره)
عیینه (در عربی:  الَعیَینة ) روستای کوچکی کوهستانی از توابع شهر دبا الفجیره از توابع امارت فجیره از امارات هفتگانه دولت امارات متحده عربی و در شبه جزیره عربستان واقع شده‌است. روستایی است زیبا وکوهستانی که در ارتفاع ۱۳۵۰ متری قلهٔ زنجیره کوه حجر واقع شده‌است. این روستا در مابین دو تپه ی بلند قرار دارد.
باغهای نخل خرما از سه ناحیه روستا را احاطه نموده‌است. در دوطرف روستا و در روی دوتپه که وجود دارد، روی هریک از این تپه‌ها برج نگهبانی به چشم می‌خورد.
به گفته مردم روستا در دوران گذشته نگهبانانی در این دوبرج پاسبانی می‌داده‌اند مخصوصاً در شبها نگهبانان در برج مستقر می‌شده‌اند و از روستا در برابر دزدان وشورشگران پاس می‌داده‌اند. اما حالا این دوبرج به عنوان یک معلم تاریخی وگردشگری پابرجا مانده‌است.

## جمعیت
جمعیت آن ۸ خانوار) برابر با ۱۳۰ نفر می‌باشند که از اهل سنت و مالکی مذهب هستند. شغل عمدهٔ مردم روستا کشاورزی است.